# Bad Harzburg
Bad Harzburg – miasto położone w środkowych Niemczech, w południowej części kraju związkowego Dolna Saksonia, w powiecie Goslar, na zachodnim zboczu masywu górskiego Harz. Znane przede wszystkim jako uzdrowisko i kurort wypoczynkowy.

## Geografia
Miasto położone jest na granicy pomiędzy Dolną Saksonią a Saksonią–Anhaltem, na terenie byłej rejencji Brunszwik, zlikwidowanej 1 marca 2004 wraz z innymi rejencjami Dolnej Saksonii.

## Historia
Prawdopodobnie w 780 roku Karol Wielki zbudował na terenie obecnego miasta kaplicę. Nie jest to jednak potwierdzone historycznie. Pewne jest natomiast wybudowanie klasztoru w roku 916. W okresie od 1066 do 1068 cesarz Henryk IV założył Harzburg. W 1569 odkryto źródła solanki. Po wybudowaniu Harzburga miasto Neustadt także nazwane zostało Harzburgiem. W czasie wojny trzydziestoletniej obie miejscowości zostały zniszczone. Od roku 1831 Bad Harzburg znane jest jako uzdrowisko i kurort wypoczynkowy.
Prawa miejskie Bad Harzburg otrzymało po raz pierwszy w roku 1894.
11 października 1931 zwołano tutaj zlot przedstawicieli głównych partii i związków skrajnej prawicy Republiki Weimarskiej (DNVP, NSDAP, SA i Stahlhelm), przeciwników ówczesnego rządu Brüninga. Spotkanie to zakończyło się podpisaniem tzw. Frontu Harzburskiego.

### Ludność
| Rok  | Ludność |
| ---- | ------- |
| 1821 | 4358    |
| 1848 | 4679    |
| 1871 | 6132    |
| 1885 | 7630    |
| 1905 | 11 568  |
| 1925 | 14 164  |

| Rok  | Ludność |
| ---- | ------- |
| 1933 | 14 744  |
| 1939 | 16 686  |
| 1946 | 27 417  |
| 1950 | 29 901  |
| 1956 | 26 487  |
| 1961 | 25 946  |

| Rok  | Ludność |
| ---- | ------- |
| 1968 | 26 256  |
| 1970 | 25 334  |
| 1975 | 25 780  |
| 1980 | 24 924  |
| 1985 | 23 662  |
| 1990 | 23 882  |

| Rok  | Ludność |
| ---- | ------- |
| 1995 | 23 599  |
| 2000 | 23 100  |
| 2005 | 22 734  |

Ludność w latach 1821–2009

(Od 1968 roku stan zawsze na dzień 31 grudnia)

## Podział administracyjny
Bad Harzburg, Bettingerode, Bündheim, Eckertal, Göttingerode, Harlingerode, Schlewecke, Westerode.

## Transport
W mieście znajduje się stacja kolejowa.

## Polityka

### Rada miasta
Rada miasta Bad Harzburg liczy 35 miejsc. Jedno zajęte zostało przez wybranego w wyborach bezpośrednich burmistrza Ralfa Abrahmsa (Zieloni). W wyborach z 9 września 2001 pozostałe 34 miejsca zostały podzielone jak następuje:
- SPD – 14 miejsc (42,5%)
- CDU – 14 miejsc (41,5%)
- FDP – 3 miejsca (9,6%)
- Zieloni – 2 miejsca (6,4%)
- bezpartyjni – 1 miejsce

Frakcje SPD i FDP budują koalicję.

### Burmistrz
Burmistrz Ralf Charly Abrahms wybrany został w tzw. wyborach końcowych 22 września 2002 z poparciem 53,8% głosujących. Jego kontrkandydatem był Hans-Peter Dreß (CDU). Abrahms jest pierwszym zielonym burmistrzem w Dolnej Saksonii. Jego poprzednikiem był Klaus Jockel Hohmann (SPD).

## Współpraca
Bad Harzburg od 1988 roku współpracuje z miastem Wilhelmshaven (Dolna Saksonia). Od roku 1993 prowadzi współpracę z Port-Louis (Francja). Podpisało także umowy ze Szklarską Porębą i Ilsenburg (Harz) (Saksonia-Anhalt).

## Osoby

### urodzone w Bad Harzburg
- Manfred Schmidt (1913–1999), twórca komiksów
- Conrad Willgerodt (1841–1930), chemik
- Lars Fuchs (ur. 1982), piłkarz Eintrachtu Brunszwik

### związane z miastem
- Philipp-August von Amsberg (1788–1871), dyrektor generalny Herzoglich Braunschweigische Staatseisenbahn
- Heinz Hoenig (ur. 1951), aktor